# جائزة الكرة الذهبية 1959
جائزة الكرة الذهبية 1959، جائزة سنوية تُعطى لأفضل لاعب كرة القدم في العالم من طرف مجلة فرانس فوتبول الفرنسية، كما تقرره لجنة دولية من الصحفيين الرياضيين، وفاز بالجائزة في 15 ديسمبر 1959 اللاعب الإسباني ألفريدو دي ستيفانو لاعب ريال مدريد.

## الترتيب
| الترتيب | اللاعب             | النادي     | الجنسية | النقاط |
| ------- | ------------------ | ---------- | ------- | ------ |
| 1       | ألفريدو دي ستيفانو | ريال مدريد | إسبانيا | 80     |
| 2       | ريموند كوبا        | ستاد ريمس  | فرنسا   | 42     |
| 3       | جون تشارلز         | جوفنتوس    | ويلز    | 24     |

1. ↑  ولد ألفريدو دي ستيفانو في الأرجنتين، وحصل على الجنسية الإسبانية سنة 1956، وانتقل للعب لصالح المنتخب الإسباني لكرة القدم.